# ヘンリー・アランデル
ヘンリー・アランデル（Henry Arundell、2002年11月8日 - ）は、トップ14ラシン92に所属するラグビーユニオン選手。

## プロフィール
- イングランド・デケリア出身[1]。
- ポジションはウィング(WTB)、フルバック(FB)。
- 身長 183cm、体重 98kg
- U20イングランド代表に選ばれたことがある[2]。
- イングランド代表キャップは10（2024年2月現在）でラグビーワールドカップ2023のイングランド代表に選ばれた[3]。

## 略歴
ロンドン・アイリッシュを経て、2023年、ラシン92に加入。 